# Novaledo
Novaledo (Novaledo in dialetto trentino) è un comune italiano di 1 152 abitanti della provincia autonoma di Trento.

## Geografia fisica

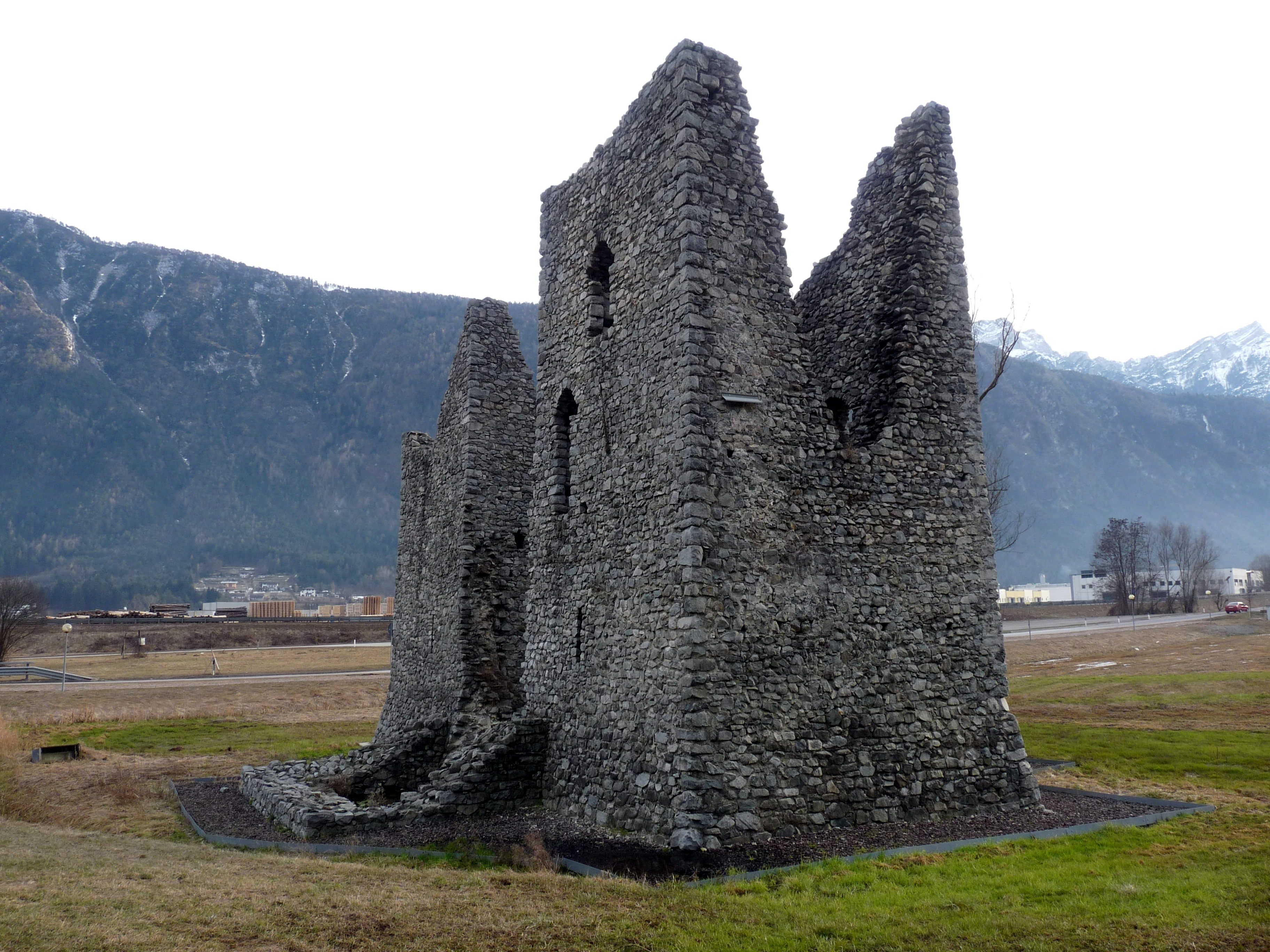
La Tor Quadra

Fino al 1818 aveva un lago, che in quell'anno si prosciugò.
Altre fonti documentano il prosciugamento del lago alla rimozione di un'antica chiusa in legname posta a valle dell'abitato.

## Storia
Furono rinvenute numerose monete romane di età imperiale.
È stato teatro di uno scontro fra le truppe napoleoniche e gli Schützen tirolesi nel 1796..

### Simboli
Lo stemma e il gonfalone sono stati approvati con D.G.P. del 3 febbraio 1989, n. 1225.
Stemma
Gonfalone

## Monumenti e luoghi d'interesse

### Architetture religiose
- Chiesa di Sant'Agostino
- Chiesa dell'Ausiliatrice

### Architetture militari
Novaledo si distingue per la presenza sul suo territorio dei ruderi di quella che viene definita Tor Quadra, che coincide con un antico ponte levatoio, sbarrante un punto della strada attraverso il quale il passaggio era obbligatorio. Le ultime tendenze storiografiche la identificano con la cosiddetta Clusa Xichi.
Dal testo di Roberti, si ricorda come nella zona boschiva sopra la Tor Quadra si trovarono delle monete romane.
Subì fra il 1879 e i primi decenni del Novecento una massiccia emigrazione, con destinazione principale il Sud America. Circa il 30% della popolazione emigrò in quel lasso di tempo.

## Società

### Evoluzione demografica
Abitanti censiti

## Amministrazione
| Periodo | Periodo   | Primo cittadino | Partito      | Carica  | Note |
| ------- | --------- | --------------- | ------------ | ------- | ---- |
| 2010    | 2015      | Attilio Iseppi  | Lista civica | Sindaco |      |
| 2015    | in carica | Diego Margon    | Lista civica | Sindaco |      |